# 135街車站 (IND第八大道線)
135街車站（英語：135th Street station）是紐約地鐵IND第八大道線的慢車地鐵站，位於曼哈頓哈萊姆區和漢默爾頓高地135街及聖尼古拉斯大道交界，設有C線（任何時候停站（深夜除外））、A線（僅深夜停站）與B線（僅平日停站（深夜除外））列車服務。

## 車站結構
| G        | 街道               | 出入口                                                                                         |
| P 月台層 | 側式月台，右側開門 | 側式月台，右側開門                                                                             |
| P 月台層 | 北行               | 尖峰時段往貝德福德公園林蔭路，其餘時段145街（145街） · 往168街（ 深夜時往英伍德-207街（145街） |
| P 月台層 | 北行閒置軌道       | 無定期服務                                                                                     |
| P 月台層 | 北行快速           | 不停靠                                                                                         |
| P 月台層 | 南行快速           | 不停靠                                                                                         |
| P 月台層 | 南行閒置軌道       | 無定期服務                                                                                     |
| P 月台層 | 南行               | 尖峰時段往布萊頓海灘（125街） · 往尤克利德大道（ 深夜時往遠洛克威-莫特大道）（125街）          |
| P 月台層 | 側式月台，右側開門 |                                                                                                |

135街車站於1932年9月10日啟用。此站是紐約地鐵唯一一個慢車地鐵站在兩個側式月台之間設有六條軌道的，同時亦時整個地鐵系統內三個同一隧道六軌並排的車站之一，（其餘兩個為德卡爾布大道及荷伊特街-歇爾美角街，兩者都位於布魯克林下城）。兩條最外側軌道由停靠此站的慢車使用，而兩條最內側軌道由快車使用。兩個方向的中央軌道為閒置軌道，並不作為營運使用。
此站內所有閘機都位於月台層，而且不設夾層、跨線橋或下通道。

## 外部連結
- nycsubway.org—IND Eighth Avenue: 135th Street
- Station Reporter — B Train
- Station Reporter — C Train
- The Subway Nut — 135th Street Pictures（页面存档备份，存于）
- Edgecombe Avenue, 135th Street, and Saint Nicholas Avenue entrances from Google Maps Street View（页面存档备份，存于）
- 135th Street entrance in park from Google Maps Street View（页面存档备份，存于）
- 137th Street stone entrance from Google Maps Street View（页面存档备份，存于）
- 137th Street entrance in park from Google Maps Street View（页面存档备份，存于）
- Platform from Google Maps Street View（页面存档备份，存于）